# Споменик незнаним јунацима у Голобоку
Споменик незнаним јунацима у Голобоку подигнут је 1923. године у црквеној порти. У овај спомен белег, изграђен у Мајдану Венчац, уписана су и имена мештана овог села, који су изгинули у периоду 1912—1919. године. На лицу споменика, уклесане су ове речи:
Незнаним јунацима палим 15. октобра 1915. године у Голобоку.
Након тога следе стихови:
У Голобоку у јуначком скоку
кад пукови бранише страсно,
а у доба опасно и часно
16 друга из Нискога луга
живот даше и херојски паше

Голобок поноси се тиме
не знајући порекло ни име
Испод стихова исписано је и ово:
Голобочани херојима из Голобока који су у ратовима 1912—1919. године дали своје животе за слободу и величину отаџбине. Спомен овај подижу грађани из Голобока уз припомоћ њихових породица.
И опет стихови:
Кад хтедоше милиона стопе
српску земљу у крв да потопе,
да сахране и јединства нам дело
и над њима одржав опело

ваша крвца јуначка и врела
ослободи градове и села
утирући сузу плачног ока
поносног вашег Голобока.
У цркви Светог Вазнесења налази се спомен-плоча палим Голобочанима у балканско-турском и срспко-бугарском рату.